# Georgi Fjodorow
Georgi Fjodorow (russisch Георгий Фёдоров, engl. Transkription Georgiy Fyodorov; * 26. Juni 1926) ist ein ehemaliger sowjetischer Kugelstoßer.
Bei den Olympischen Spielen 1952 in Helsinki wurde er mit 16,06 m Siebter.
Seine persönliche Bestleistung von 16,86 m stellte er 1952 auf.